# Södra Haga kyrka
Södra Haga kyrka (finska: Huopalahden kirkko) är en kyrka i Helsingfors. Kyrkans orgel, med 18 register, är tillverkad 1962 av danska Marcussen. Altartavlan, från 1963, är målad av Olli Miettinen. Kyrkan används av Haagan seurakunta(fi).

## Historia
Södra Haga kyrka var ursprungligen byggd som sammanträdeslokal för finskspråkiga i Haga. År 1917 började man hålla gudstjänster i byggnaden, som redan 1908 fått en kyrksal. Senare renoverades den enligt ritningar av arkitekt Albert Nyberg och invigdes till bönehus 1928. Klockstapeln, även den ritad av Albert Nyberg, blev klar 1932. Efter en grundrenovering planerad av arkitekt Toivo Paatela invigdes byggnaden till kyrka 1942. 